# Prosoplus sinuatus
Prosoplus sinuatus är en skalbaggsart som beskrevs av Stefan von Breuning 1938. Prosoplus sinuatus ingår i släktet Prosoplus och familjen långhorningar. Inga underarter finns listade i Catalogue of Life.